# Camilla Horn
Camilla Horn, all'anagrafe Camilla Martha Horn (Francoforte sul Meno, 25 aprile 1903 – Gilching, 14 agosto 1996), è stata un'attrice tedesca.

## Biografia

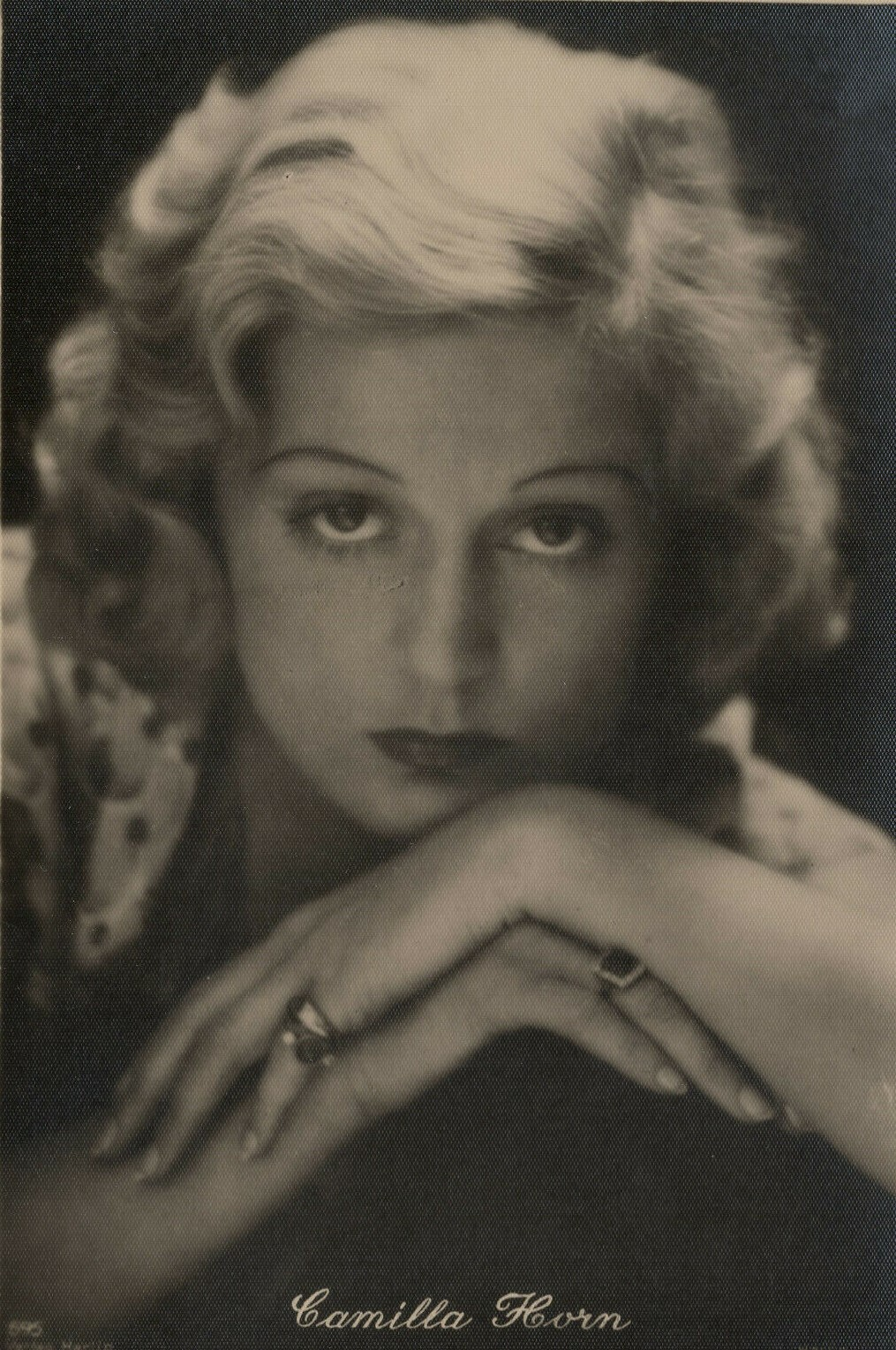
Camilla Horn negli anni venti

Camilla Horn nel 1940

Dopo le scuole inizia a lavorare nel mondo della moda ma prende presto lezioni di danza e recitazione. Ottiene alcune piccole partecipazioni in diversi film della UFA. Nel 1926, grazie al rifiuto dell'attrice Lillian Gish, ottiene il ruolo di protagonista nel film Faust diretto da Friedrich Wilhelm Murnau con il quale aveva già lavorato. In seguito ottiene un contratto con la United Artists e lavora ad un paio di film a Hollywood. 
Con l'avvento del sonoro, nel 1930, torna in Europa dove diventa una star di prima grandezza in Germania, un successo che le permette di lavorare con una certa sicurezza nonostante il suo disaccordo con il nazismo, almeno per un certo periodo. Nel 1943 infatti, dopo alcuni film girati in Italia, decide di rientrare in Germania e ritirarsi dalle scene.
Con la fine della guerra, dopo aver passato alcuni mesi in galera per reati minori (viaggiare senza documenti) è costretta a tornare sulle scene e lavora con un certo successo dividendosi tra teatro, cinema e televisione.
Nel 1974 viene premiata con il Deutscher Filmpreis per la sua prestigiosa carriera.

## Filmografia parziale

### Attrice
- Kean, regia di Rudolf Biebrach (1921)
- Forza e bellezza (Wege zu Kraft und Schönheit - Ein Film über moderne Körperkultur), regia di Nicholas Kaufmann e Wilhelm Prager (1925)
- Tartufo (Herr Tartüff), regia Friedrich Wilhelm Murnau (1925)
- Faust (Faust - Eine deutsche Volkssage), regia di Friedrich Wilhelm Murnau (1926)
- La signora che non vuole bambini (Madame wünscht keine Kinder), regia di Alexander Korda (1926)
- L'avventuriera di Algeri (Die Frauengasse von Algier), regia di Wolfgang Hoffmann-Harnisch (1927)
- Jugendrausch, regia di Georg Asagaroff, Władysław Starewicz (1927)
- Nella tempesta (Tempest), regia di Sam Taylor (1928)
- La valanga (Eternal Love), regia di Ernst Lubitsch (1929)
- Mein Herz gehört Dir..., regia di Max Reichmann (1930)
- Die große Sehnsucht, regia di Steve Sekely (1930)
- Sonntag des Lebens
- Das Lied der Nationen
- Ich geh' aus und Du bleibst da
- Leichtsinnige Jugend, regia di Leo Mittler (1931)
- Die Nacht ohne Pause, regia di Andrew Marton e Franz Wenzler (1931)
- Vi amo e sarete mia (Der Frechdachs), regia di Carl Boese e Heinz Hille (1932)
- Ein Walzer für dich, regia di Georg Zoch (1934)
- Ich sehne mich nach dir, regia di Johannes Riemann (1934)
- Gauner im Frack, regia di Johannes Riemann (1937)
- Paura d'amare, regia di Gaetano Amata (1942)
- L'angelo del crepuscolo, regia di Gianni Pons (1942)
- Vertigine, regia di Guido Brignone (1942)
- Rebus, regia di Nino Zanchin (1968)

### Film o documentari dove appare Camilla Horn
- Rund um die Liebe, regia di Oskar Kalbus - filmati di repertorio (1929)

## Riconoscimenti
- Deutscher Filmpreis
  - 1974 – Premio alla carriera

## Doppiatrici italiane
- Tina Lattanzi in Vertigine
- Renata Marini in Rebus